# Jelke Bosch
Jelke Lucas Bosch (Valthermond, 11 januari 1915 – Ootmarsum, 3 februari 2005) was Engelandvaarder.
Niemand heeft meer pogingen ondernomen om over zee naar Engeland te gaan dan Jelke Bosch. In de meidagen van 1941 was hij plaatsvervangend commandant.

## Engelandvaart
De eerste poging
Deze was op 28 maart 1941 vanaf het strand van Zandvoort. Zijn reisgenoten waren Harry van den Brink en Abraham Turfreijer.
De tweede poging
Deze werd op 23 juli 1941 ondernomen vanuit de Hondsbossche Zeewering. Een motorboot met enkele reisgenoten van Wijnand Langeraar zou vanuit daar oversteken. Hun bootje werd op een werf voorbereid, en toen dat bootje naar Petten werd gebracht, konden ze een extra bootje voor Jelke Bosch meenemen.
Zijn reisgenoten waren Harry van den Brink en eerste luitenant Abraham Turfreijer. Bij aankomst in Petten begonnen zij snel hun bootje uit te laden, hoewel er nog geen 'veilig' sein was gegeven. Toen bleek dat de Duitsers hen ontdekt hadden, lieten zij het bootje te water en gingen zelf ook te water. Zo ontsnapten zij aan de Duitsers. Langeraar en enkele reisgenoten werden gearresteerd. Bosch vluchtte met Van den Brink de polder in en raakte door prikkeldraad aan zijn been gewond. Ze klopten bij een boer aan, maar die wilde hen niet binnen laten. Bij de boerderij van Piet de Boer werden ze wel binnengelaten en daar werd zijn wond verzorgd. Ze werden op de zolder van een klein huisje op het erf verstopt. Daarna keerden ze geholpen door het verzet terug naar Amsterdam.
De derde poging
Deze was op 20 september 1941 vanuit Wieringen samen met Johannes Nicolaas Jozef van der Meij, Johannes Cornelis Arnoldus Siliacus, Rudolph Cort van der Linden, Hendrik Cohen, Johannis Evert van der Slikke en Hendrikus Johannes Bouvy. Op zee kwamen ze een Duitse mijnenveger tegen die hen oppikte. Na ondervraging en een overnachting in Schoorl werden ze naar het Oranjehotel in Scheveningen gebracht.
De vierde poging
Deze was op 20 september 1942 met Henk Bouvy, Rudolph Cort van der Linden, Joop van der Meij, John Siliacus en Johannis Evert van der Slikke.

## Na de oorlog
Jelke Bosch keerde uit gevangenschap in Duitsland terug en maakte carrière bij de luchtmacht. In april 1971 werd hij voorzitter van de Nadge-Policy-Board, de Navo-organisatie belast met het invoeren van een geautomatiseerd luchtverdedigingssysteem tussen Noord-Noorwegen en Oost-Turkije. In februari 1975 ging hij met pensioen. Hij overleed in 2005.